# ابینگتن (ماساچوست)
ابینگتن (به انگلیسی: Abington) شهرکی در شهرستان پلیموت ایالت ماساچوست می‌باشد که در سال ۱۷۱۲ بنیان‌گذاری شده‌است. این شهرک در سرشماری سال ۲۰۱۰ میلادی، ۱۵٬۹۸۵ نفر جمعیت داشته‌است.